# Walter Grotrian
Walter Grotrian, född 21 april 1890 i Aachen, död 3 mars 1954 i Potsdam, var en tysk fysiker.
Walter Grotrian blev professor i experimentalfysik vid universitetet i Berlin och observatör vid astrofysikaliska observatoriet i Potsdam och föreståndare för dess fysikaliska laboratorium 1922. Han bidrog till utforskningen av atomernas spektra. Från Grotrian härrörde ett överskådligt framställningssätt av atomspektra ("grotriandiagram"). Han lyckades i flera fall identifiera så kallade "förbjudna linjer" i gasnebulosornas spektra. Bland Grotrians skrifter märks Graphische Darstellung der Spektren von Atomen und lonen mit ein, zwei und drei Valenzelektronen (2 band, 1928).